# Alegeri locale în România, 2004
Alegerile locale din România din 2004 au avut loc la data de 6 iunie 2004, iar turul al doilea s-a desfășurat la data de 20 iunie 2004. În primul tur s-au distribuit 1.294 de mandate de primar, adică peste 41% din cele 3137 de mandate.

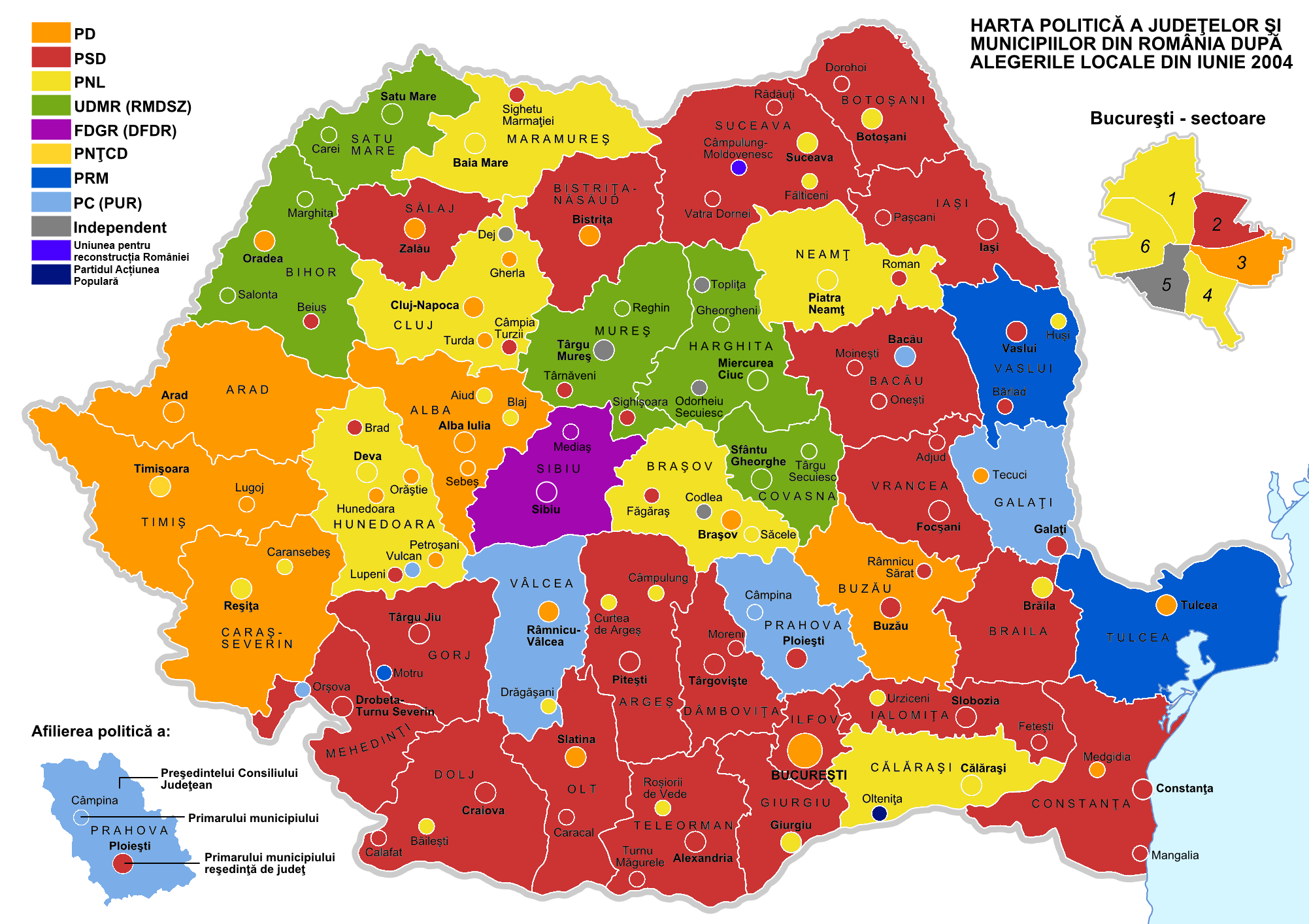
Apartenența politică a președinților de consilii județene și a primarilor municipiilor

## Situatia pe judete si municipii

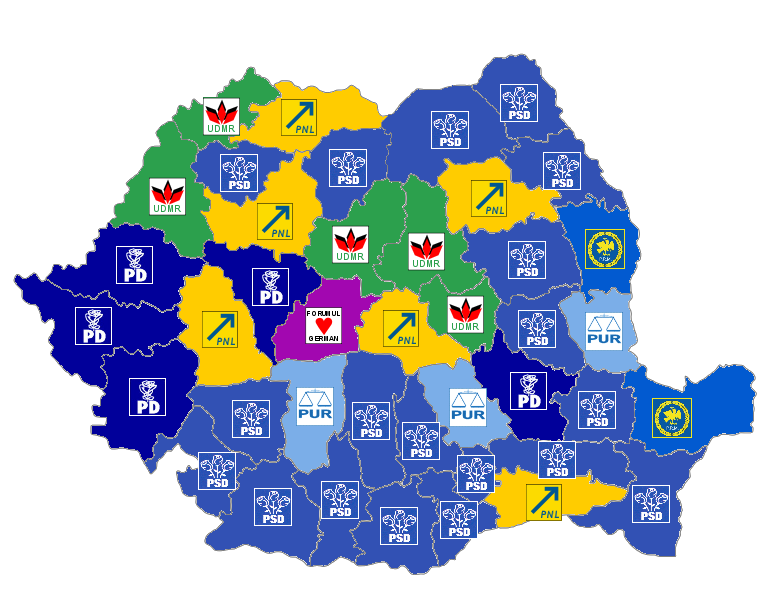
Apartenența politică a președinților de consilii județene

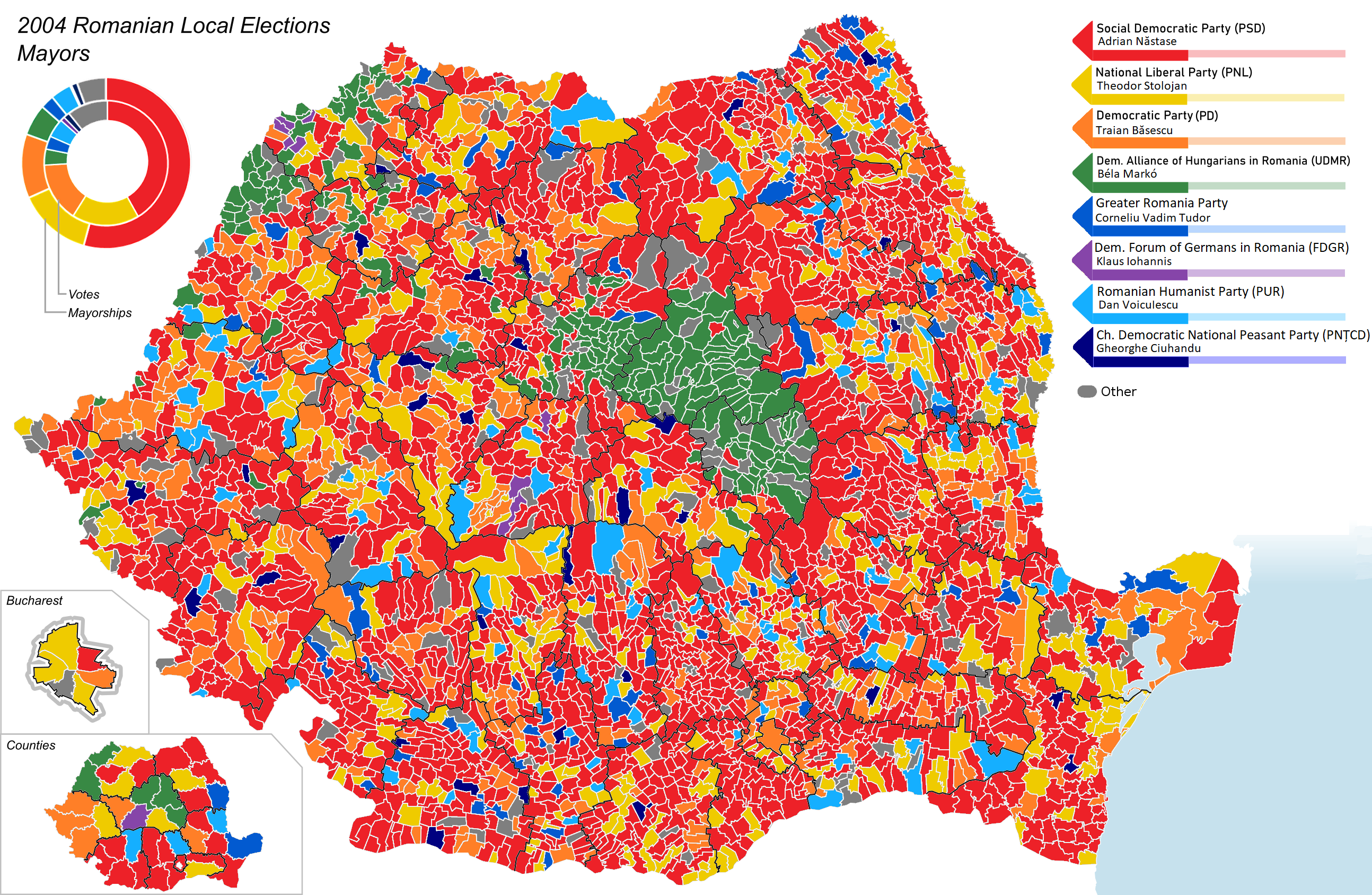
Apartenența politică a primarilor români aleși la alegerile locale din 2004

### Județul Arad
Consiliul Județean Arad
Presedintele ales al CJ Arad este Gheorghe Seculici (PD).
Componența Consiliului Județean Arad (33 de consilieri)
|  | Partid | Consilieri | Componența Consiliului | Componența Consiliului | Componența Consiliului | Componența Consiliului | Componența Consiliului | Componența Consiliului | Componența Consiliului | Componența Consiliului | Componența Consiliului |
|  | ------ | ---------- | ---------------------- | ---------------------- | ---------------------- | ---------------------- | ---------------------- | ---------------------- | ---------------------- | ---------------------- | ---------------------- |
|  | PSD    | 9          |                        |                        |                        |                        |                        |                        |                        |                        |                        |
|  | PD     | 8          |                        |                        |                        |                        |                        |                        |                        |                        |                        |
|  | PNL    | 7          |                        |                        |                        |                        |                        |                        |                        |                        |                        |
|  | PRM    | 4          |                        |                        |                        |                        |                        |                        |                        |                        |                        |
|  | UDMR   | 3          |                        |                        |                        |                        |                        |                        |                        |                        |                        |
|  | PUR    | 2          |                        |                        |                        |                        |                        |                        |                        |                        |                        |

#### Municipiul Arad
Gheorghe Falcă (PD) a câștigat al doilea mandat de primar al municipiului din primul tur de scrutin.
| Candidați la Primăria Arad | Candidați la Primăria Arad      | Candidați la Primăria Arad | Candidați la Primăria Arad | Candidați la Primăria Arad | Candidați la Primăria Arad |
| Partid                     | Candidat                        | Nr.voturi                  | %                          | Tur doi                    | %                          |
| -------------------------- | ------------------------------- | -------------------------- | -------------------------- | -------------------------- | -------------------------- |
| Partidul Democrat          | Gheorghe Falcă                  | 14.535                     | 20.51%                     | 36.198                     | 56.06%                     |
| Partidul Social Democrat   | Dorel Popa                      | 20467                      | 28.89%                     | 28366                      | 43.93%                     |
| Partidul Național Liberal  | Popescu Gavril – Florin – Valer | 10522                      | 14.85%                     |                            |                            |

Consiliul Local Arad
Componența Consiliului Local Arad (23 de consilieri) ales pe 1 iunie:
|  | Partid | Consilieri | Componența Consiliului | Componența Consiliului | Componența Consiliului | Componența Consiliului | Componența Consiliului | Componența Consiliului |
|  | ------ | ---------- | ---------------------- | ---------------------- | ---------------------- | ---------------------- | ---------------------- | ---------------------- |
|  | PSD    | 6          |                        |                        |                        |                        |                        |                        |
|  | PNL    | 5          |                        |                        |                        |                        |                        |                        |
|  | PD     | 5          |                        |                        |                        |                        |                        |                        |
|  | UDMR   | 3          |                        |                        |                        |                        |                        |                        |
|  | PRM    | 2          |                        |                        |                        |                        |                        |                        |
|  | PNTCD  | 2          |                        |                        |                        |                        |                        |                        |

### Județul Bacău
Președintele Consiliului Județean ales este Dragoș Benea de la PSD.
Consiliul Județean Bacău
Componența Consiliului Județean Bacău (37 de consilieri):
|  | Partid | Consilieri | Componența Consiliului | Componența Consiliului | Componența Consiliului | Componența Consiliului | Componența Consiliului | Componența Consiliului | Componența Consiliului | Componența Consiliului | Componența Consiliului | Componența Consiliului | Componența Consiliului | Componența Consiliului | Componența Consiliului | Componența Consiliului | Componența Consiliului | Componența Consiliului |
|  | ------ | ---------- | ---------------------- | ---------------------- | ---------------------- | ---------------------- | ---------------------- | ---------------------- | ---------------------- | ---------------------- | ---------------------- | ---------------------- | ---------------------- | ---------------------- | ---------------------- | ---------------------- | ---------------------- | ---------------------- |
|  | PSD    | 16         |                        |                        |                        |                        |                        |                        |                        |                        |                        |                        |                        |                        |                        |                        |                        |                        |
|  | PNL    | 7          |                        |                        |                        |                        |                        |                        |                        |                        |                        |                        |                        |                        |                        |                        |                        |                        |
|  | PUR    | 6          |                        |                        |                        |                        |                        |                        |                        |                        |                        |                        |                        |                        |                        |                        |                        |                        |
|  | PD     | 5          |                        |                        |                        |                        |                        |                        |                        |                        |                        |                        |                        |                        |                        |                        |                        |                        |
|  | PRM    | 3          |                        |                        |                        |                        |                        |                        |                        |                        |                        |                        |                        |                        |                        |                        |                        |                        |

#### Municipiul Bacău
Romeo Stavarache (PUR) a obținut un nou mandat de primar al municipiului după al doilea tur de scrutin.
| Candidați la Primăria Bacău | Candidați la Primăria Bacău | Candidați la Primăria Bacău | Candidați la Primăria Bacău | Candidați la Primăria Bacău | Candidați la Primăria Bacău |
| Partid                      | Candidat                    | Nr.voturi                   | %                           | Turul doi                   | %                           |
| --------------------------- | --------------------------- | --------------------------- | --------------------------- | --------------------------- | --------------------------- |
| Partidul Umanist Român      | Romeo Stavarache            | 30.927                      | 39.21                       | 56.868                      | 63.69                       |
| Partidul Social Democrat    | Dumitru Sechelariu          | 26.827                      | 34.01                       | 32.414                      | 36.30                       |
| Partidul Național Liberal   | Ovidiu Budeanu              | 8.205                       | 10.40                       |                             |                             |

Consiliul Local Bacău
Componența Consiliului Local Bacău (23 de consilieri) ales pe 1 iunie:
|  | Partid | Consilieri | Componența Consiliului | Componența Consiliului | Componența Consiliului | Componența Consiliului | Componența Consiliului | Componența Consiliului | Componența Consiliului | Componența Consiliului |
|  | ------ | ---------- | ---------------------- | ---------------------- | ---------------------- | ---------------------- | ---------------------- | ---------------------- | ---------------------- | ---------------------- |
|  | PUR    | 8          |                        |                        |                        |                        |                        |                        |                        |                        |
|  | PSD    | 8          |                        |                        |                        |                        |                        |                        |                        |                        |
|  | PNL    | 4          |                        |                        |                        |                        |                        |                        |                        |                        |
|  | PD     | 2          |                        |                        |                        |                        |                        |                        |                        |                        |
|  | PRM    | 1          |                        |                        |                        |                        |                        |                        |                        |                        |

### Județul Bihor
Președintele Consiliului Județean ales este Alexandru Kiss (UDMR).
Consiliul Județean Bihor
Componența Consiliului Județean Bihor (35 de consilieri) :
|  | Partid | Consilieri | Componența Consiliului | Componența Consiliului | Componența Consiliului | Componența Consiliului | Componența Consiliului | Componența Consiliului | Componența Consiliului | Componența Consiliului | Componența Consiliului | Componența Consiliului |
|  | ------ | ---------- | ---------------------- | ---------------------- | ---------------------- | ---------------------- | ---------------------- | ---------------------- | ---------------------- | ---------------------- | ---------------------- | ---------------------- |
|  | UDMR   | 10         |                        |                        |                        |                        |                        |                        |                        |                        |                        |                        |
|  | PD     | 9          |                        |                        |                        |                        |                        |                        |                        |                        |                        |                        |
|  | PNL    | 7          |                        |                        |                        |                        |                        |                        |                        |                        |                        |                        |
|  | PSD    | 7          |                        |                        |                        |                        |                        |                        |                        |                        |                        |                        |
|  | PRM    | 2          |                        |                        |                        |                        |                        |                        |                        |                        |                        |                        |

#### Municipiul Oradea
Petru Filip (PD) este ales primar al municipiului după al doilea tur de scrutin.
| Candidați la Primăria Oradea           | Candidați la Primăria Oradea | Candidați la Primăria Oradea | Candidați la Primăria Oradea | Candidați la Primăria Oradea | Candidați la Primăria Oradea |
| Partid                                 | Candidat                     | Nr.voturi                    | %                            | Tur doi                      | %                            |
| -------------------------------------- | ---------------------------- | ---------------------------- | ---------------------------- | ---------------------------- | ---------------------------- |
| Partidul Democrat-Liberal              | Petru Filip                  | 38266                        | 47.73                        | 46893                        | 77.37                        |
| Uniunea Democrată Maghiară din România | Rozália Biró                 | 16566                        | 20.66                        | 13712                        | 22.62                        |
| Partidul Național Liberal              | Cornel Popa                  | 9804                         | 12.22                        |                              |                              |

Consiliul Local Oradea
Componența Consiliului Local Oradea (27 de consilieri) :
|  | Partid | Consilieri | Componența Consiliului | Componența Consiliului | Componența Consiliului | Componența Consiliului | Componența Consiliului | Componența Consiliului | Componența Consiliului | Componența Consiliului | Componența Consiliului | Componența Consiliului |
|  | ------ | ---------- | ---------------------- | ---------------------- | ---------------------- | ---------------------- | ---------------------- | ---------------------- | ---------------------- | ---------------------- | ---------------------- | ---------------------- |
|  | PD     | 10         |                        |                        |                        |                        |                        |                        |                        |                        |                        |                        |
|  | UDMR   | 7          |                        |                        |                        |                        |                        |                        |                        |                        |                        |                        |
|  | PNL    | 4          |                        |                        |                        |                        |                        |                        |                        |                        |                        |                        |
|  | PSD    | 4          |                        |                        |                        |                        |                        |                        |                        |                        |                        |                        |
|  | PRM    | 2          |                        |                        |                        |                        |                        |                        |                        |                        |                        |                        |

### Județul Brașov
Aristotel Căncescu (PNL) este reconfirmat în funcția de Președinte al Consiliului Județean Brașov.
Consiliul Județean Brașov
Componența Consiliului Județean Brașov (35 de consilieri):
|  | Partid | Consilieri | Componența Consiliului | Componența Consiliului | Componența Consiliului | Componența Consiliului | Componența Consiliului | Componența Consiliului | Componența Consiliului | Componența Consiliului | Componența Consiliului | Componența Consiliului |
|  | ------ | ---------- | ---------------------- | ---------------------- | ---------------------- | ---------------------- | ---------------------- | ---------------------- | ---------------------- | ---------------------- | ---------------------- | ---------------------- |
|  | PNL    | 10         |                        |                        |                        |                        |                        |                        |                        |                        |                        |                        |
|  | PD     | 10         |                        |                        |                        |                        |                        |                        |                        |                        |                        |                        |
|  | PSD    | 9          |                        |                        |                        |                        |                        |                        |                        |                        |                        |                        |
|  | UDMR   | 3          |                        |                        |                        |                        |                        |                        |                        |                        |                        |                        |
|  | PRM    | 3          |                        |                        |                        |                        |                        |                        |                        |                        |                        |                        |

#### Municipiul Brașov
George Scripcaru (PD) a fost ales primar al municipiului Brașov după al doilea tur de scrutin.
| Candidați la Primăria Brașov | Candidați la Primăria Brașov | Candidați la Primăria Brașov | Candidați la Primăria Brașov | Candidați la Primăria Brașov | Candidați la Primăria Brașov |
| Partid                       | Candidat                     | Nr.voturi                    | %                            | Tur doi                      | %                            |
| ---------------------------- | ---------------------------- | ---------------------------- | ---------------------------- | ---------------------------- | ---------------------------- |
| Partidul Democrat            | George Scripcaru             | 48.448                       | 42.17                        | 59.072                       | 63.81                        |
| Partidul Național Liberal    | Ioan Ghise                   | 21.704                       | 18.89                        | 33.489                       | 36.18                        |
| Partidul Social Democrat     | Sergiu Chiriacescu           | 17.153                       | 14.93                        |                              |                              |

Consiliul Local Brașov
Componența Consiliului Local Brașov (27 de consilieri):
|  | Partid | Consilieri | Componența Consiliului | Componența Consiliului | Componența Consiliului | Componența Consiliului | Componența Consiliului | Componența Consiliului | Componența Consiliului | Componența Consiliului | Componența Consiliului | Componența Consiliului | Componența Consiliului |
|  | ------ | ---------- | ---------------------- | ---------------------- | ---------------------- | ---------------------- | ---------------------- | ---------------------- | ---------------------- | ---------------------- | ---------------------- | ---------------------- | ---------------------- |
|  | PD     | 11         |                        |                        |                        |                        |                        |                        |                        |                        |                        |                        |                        |
|  | PNL    | 7          |                        |                        |                        |                        |                        |                        |                        |                        |                        |                        |                        |
|  | PSD    | 5          |                        |                        |                        |                        |                        |                        |                        |                        |                        |                        |                        |
|  | UDMR   | 2          |                        |                        |                        |                        |                        |                        |                        |                        |                        |                        |                        |
|  | PRM    | 2          |                        |                        |                        |                        |                        |                        |                        |                        |                        |                        |                        |

### Județul Cluj
Marius Nicoară (PNL) este ales președinte al Consiliului Județean Cluj. 
Consiliul Județean Cluj
Componența Consiliului Județean Cluj (37 de consilieri):
|  | Partid | Consilieri | Componența Consiliului | Componența Consiliului | Componența Consiliului | Componența Consiliului | Componența Consiliului | Componența Consiliului | Componența Consiliului | Componența Consiliului | Componența Consiliului | Componența Consiliului | Componența Consiliului |
|  | ------ | ---------- | ---------------------- | ---------------------- | ---------------------- | ---------------------- | ---------------------- | ---------------------- | ---------------------- | ---------------------- | ---------------------- | ---------------------- | ---------------------- |
|  | D.A    | 11         |                        |                        |                        |                        |                        |                        |                        |                        |                        |                        |                        |
|  | PSD    | 11         |                        |                        |                        |                        |                        |                        |                        |                        |                        |                        |                        |
|  | UDMR   | 8          |                        |                        |                        |                        |                        |                        |                        |                        |                        |                        |                        |
|  | PRM    | 7          |                        |                        |                        |                        |                        |                        |                        |                        |                        |                        |                        |

#### Municipiul Cluj-Napoca
Emil Boc (Alianța D.A.) câștigă mandatul de primar al municipiului Cluj-Napoca după al doilea tur de scrutin.
| Candidați la Primăria Cluj-Napoca | Candidați la Primăria Cluj-Napoca | Candidați la Primăria Cluj-Napoca | Candidați la Primăria Cluj-Napoca | Candidați la Primăria Cluj-Napoca | Candidați la Primăria Cluj-Napoca |
| Partid                            | Candidat                          | Nr.voturi                         | %                                 | Tur doi                           | %                                 |
| --------------------------------- | --------------------------------- | --------------------------------- | --------------------------------- | --------------------------------- | --------------------------------- |
| Alianța Dreptate și Adevăr        | Emil Boc                          | 49631                             | 33.12                             | 79207                             | 56.25                             |
| Partidul Social Democrat          | Ioan Rus                          | 60199                             | 40.17                             | 61584                             | 43.74                             |
| Partidul România Mare             | Gheorghe Funar                    | 33150                             | 22.12                             |                                   |                                   |

Consiliul Local Cluj-Napoca
Consiliul local al municipiului Cluj-Napoca este compus din 27 de consilieri, împărțiți astfel:
|  | D.A  | 9 |  |  |  |  |  |  |  |  |  |
|  | PRM  | 6 |  |  |  |  |  |  |  |  |  |
|  | PSD  | 6 |  |  |  |  |  |  |  |  |  |
|  | UDMR | 6 |  |  |  |  |  |  |  |  |  |

### Județul Constanța
Nicușor Constantinescu (PSD) este ales președinte al Consiliului Județean Constanța.
Consiliul Județean Constanța
Componența Consiliului Județean Constanța (37 de consilieri):
|  | Partid | Consilieri | Componența Consiliului | Componența Consiliului | Componența Consiliului | Componența Consiliului | Componența Consiliului | Componența Consiliului | Componența Consiliului | Componența Consiliului | Componența Consiliului | Componența Consiliului | Componența Consiliului | Componența Consiliului | Componența Consiliului | Componența Consiliului | Componența Consiliului | Componența Consiliului | Componența Consiliului | Componența Consiliului | Componența Consiliului | Componența Consiliului |
|  | ------ | ---------- | ---------------------- | ---------------------- | ---------------------- | ---------------------- | ---------------------- | ---------------------- | ---------------------- | ---------------------- | ---------------------- | ---------------------- | ---------------------- | ---------------------- | ---------------------- | ---------------------- | ---------------------- | ---------------------- | ---------------------- | ---------------------- | ---------------------- | ---------------------- |
|  | PSD    | 20         |                        |                        |                        |                        |                        |                        |                        |                        |                        |                        |                        |                        |                        |                        |                        |                        |                        |                        |                        |                        |
|  | PNL    | 8          |                        |                        |                        |                        |                        |                        |                        |                        |                        |                        |                        |                        |                        |                        |                        |                        |                        |                        |                        |                        |
|  | PD     | 6          |                        |                        |                        |                        |                        |                        |                        |                        |                        |                        |                        |                        |                        |                        |                        |                        |                        |                        |                        |                        |
|  | PRM    | 3          |                        |                        |                        |                        |                        |                        |                        |                        |                        |                        |                        |                        |                        |                        |                        |                        |                        |                        |                        |                        |

#### Municipiul Constanța
Radu Mazăre (PSD) câștigă un nou mandat de primar al municipiului.
| Candidați la Primăria Constanța | Candidați la Primăria Constanța | Candidați la Primăria Constanța | Candidați la Primăria Constanța |
| Partid                          | Candidat                        | Nr.voturi                       | %                               |
| ------------------------------- | ------------------------------- | ------------------------------- | ------------------------------- |
| Partidul Social Democrat        | Radu Mazăre                     | 82.505                          | 56.46                           |
| Partidul Național Liberal       | Puiu Hasotti                    | 21.453                          | 14.68                           |
| Partidul Democrat               | Stelian Dudu                    | 15.977                          | 10.93                           |

Consiliul Local Constanța
Componența Consiliului Local Constanța (27 de consilieri):
|  | Partid | Consilieri | Componența Consiliului | Componența Consiliului | Componența Consiliului | Componența Consiliului | Componența Consiliului | Componența Consiliului | Componența Consiliului | Componența Consiliului | Componența Consiliului | Componența Consiliului | Componența Consiliului | Componența Consiliului | Componența Consiliului | Componența Consiliului | Componența Consiliului |
|  | ------ | ---------- | ---------------------- | ---------------------- | ---------------------- | ---------------------- | ---------------------- | ---------------------- | ---------------------- | ---------------------- | ---------------------- | ---------------------- | ---------------------- | ---------------------- | ---------------------- | ---------------------- | ---------------------- |
|  | PSD    | 15         |                        |                        |                        |                        |                        |                        |                        |                        |                        |                        |                        |                        |                        |                        |                        |
|  | PNL    | 6          |                        |                        |                        |                        |                        |                        |                        |                        |                        |                        |                        |                        |                        |                        |                        |
|  | PD     | 3          |                        |                        |                        |                        |                        |                        |                        |                        |                        |                        |                        |                        |                        |                        |                        |
|  | PRM    | 3          |                        |                        |                        |                        |                        |                        |                        |                        |                        |                        |                        |                        |                        |                        |                        |

### Județul Dolj
Ion Prioteasa (PSD) este ales Președinte al Consiliului Județean Dolj.
Consiliul Județean Dolj
Componența Consiliului Județean Dolj (37 de consilieri)
|  | Partid | Consilieri | Componența Consiliului | Componența Consiliului | Componența Consiliului | Componența Consiliului | Componența Consiliului | Componența Consiliului | Componența Consiliului | Componența Consiliului | Componența Consiliului | Componența Consiliului | Componența Consiliului | Componența Consiliului | Componența Consiliului | Componența Consiliului | Componența Consiliului | Componența Consiliului | Componența Consiliului |
|  | ------ | ---------- | ---------------------- | ---------------------- | ---------------------- | ---------------------- | ---------------------- | ---------------------- | ---------------------- | ---------------------- | ---------------------- | ---------------------- | ---------------------- | ---------------------- | ---------------------- | ---------------------- | ---------------------- | ---------------------- | ---------------------- |
|  | PSD    | 17         |                        |                        |                        |                        |                        |                        |                        |                        |                        |                        |                        |                        |                        |                        |                        |                        |                        |
|  | PD     | 8          |                        |                        |                        |                        |                        |                        |                        |                        |                        |                        |                        |                        |                        |                        |                        |                        |                        |
|  | PNL    | 6          |                        |                        |                        |                        |                        |                        |                        |                        |                        |                        |                        |                        |                        |                        |                        |                        |                        |
|  | PRM    | 3          |                        |                        |                        |                        |                        |                        |                        |                        |                        |                        |                        |                        |                        |                        |                        |                        |                        |
|  | PUR    | 3          |                        |                        |                        |                        |                        |                        |                        |                        |                        |                        |                        |                        |                        |                        |                        |                        |                        |

#### Municipiul Craiova
Antonie Solomon (PSD) câștigă mandatul de primar după al doilea tur de scrutin.
| Candidați la Primăria Craiova | Candidați la Primăria Craiova | Candidați la Primăria Craiova | Candidați la Primăria Craiova | Candidați la Primăria Craiova | Candidați la Primăria Craiova |
| Partid                        | Candidat                      | Nr.voturi                     | %                             | Tur doi                       | %                             |
| ----------------------------- | ----------------------------- | ----------------------------- | ----------------------------- | ----------------------------- | ----------------------------- |
| Partidul Social Democrat      | Antonie Solomon               | 49.352                        | 48.76                         | 46.601                        | 51.68                         |
| Partidul Democrat             | Marian Jean Marinescu         | 16.743                        | 16.54                         | 43.566                        | 48.31                         |
| Partidul Național Liberal     | Aurel Bojenoiu                | 8.571                         | 8.46                          |                               |                               |

Consiliul Local Craiova
Componența Consiliului Local Craiova (27 de consilieri):
|  | Partid | Consilieri | Componența Consiliului | Componența Consiliului | Componența Consiliului | Componența Consiliului | Componența Consiliului | Componența Consiliului | Componența Consiliului | Componența Consiliului | Componența Consiliului | Componența Consiliului | Componența Consiliului | Componența Consiliului | Componența Consiliului |
|  | ------ | ---------- | ---------------------- | ---------------------- | ---------------------- | ---------------------- | ---------------------- | ---------------------- | ---------------------- | ---------------------- | ---------------------- | ---------------------- | ---------------------- | ---------------------- | ---------------------- |
|  | PSD    | 13         |                        |                        |                        |                        |                        |                        |                        |                        |                        |                        |                        |                        |                        |
|  | PD     | 5          |                        |                        |                        |                        |                        |                        |                        |                        |                        |                        |                        |                        |                        |
|  | PNL    | 4          |                        |                        |                        |                        |                        |                        |                        |                        |                        |                        |                        |                        |                        |
|  | PRM    | 3          |                        |                        |                        |                        |                        |                        |                        |                        |                        |                        |                        |                        |                        |
|  | PUR    | 2          |                        |                        |                        |                        |                        |                        |                        |                        |                        |                        |                        |                        |                        |

### Județul Galați
Eugen Durbacă (PUR) este ales președinte al Consiliului Județean Galați.
Consiliul Județean Galați
Componența Consiliului Județean Galați (35 de consilieri):
|  | Partid | Consilieri | Componența Consiliului | Componența Consiliului | Componența Consiliului | Componența Consiliului | Componența Consiliului | Componența Consiliului | Componența Consiliului | Componența Consiliului | Componența Consiliului | Componența Consiliului | Componența Consiliului | Componența Consiliului | Componența Consiliului | Componența Consiliului |
|  | ------ | ---------- | ---------------------- | ---------------------- | ---------------------- | ---------------------- | ---------------------- | ---------------------- | ---------------------- | ---------------------- | ---------------------- | ---------------------- | ---------------------- | ---------------------- | ---------------------- | ---------------------- |
|  | PSD    | 14         |                        |                        |                        |                        |                        |                        |                        |                        |                        |                        |                        |                        |                        |                        |
|  | PNL    | 7          |                        |                        |                        |                        |                        |                        |                        |                        |                        |                        |                        |                        |                        |                        |
|  | PUR    | 7          |                        |                        |                        |                        |                        |                        |                        |                        |                        |                        |                        |                        |                        |                        |
|  | PD     | 5          |                        |                        |                        |                        |                        |                        |                        |                        |                        |                        |                        |                        |                        |                        |
|  | PRM    | 2          |                        |                        |                        |                        |                        |                        |                        |                        |                        |                        |                        |                        |                        |                        |

#### Municipiul Galați
Dumitru Nicolae (PSD) este ales primar dupa al doilea tur de scrutin.
| Candidați la Primăria Galați | Candidați la Primăria Galați | Candidați la Primăria Galați | Candidați la Primăria Galați | Candidați la Primăria Galați | Candidați la Primăria Galați |
| Partid                       | Candidat                     | Nr.voturi                    | %                            | Tur doi                      | %                            |
| ---------------------------- | ---------------------------- | ---------------------------- | ---------------------------- | ---------------------------- | ---------------------------- |
| Partidul Social Democrat     | Dumitru Nicolae              | 43.212                       | 35.12                        | 65.350                       | 55.56                        |
| Partidul Umanist Român       | Eugen Durbaca                | 31.434                       | 25.54                        | 52.254                       | 44.43                        |
| Independent                  | Andrei Lisinschi             | 24.995                       | 20.31                        |                              |                              |

Consiliul Local Galați
Componența Consiliului Local Galați (27 de consilieri):
|  | Partid | Consilieri | Componența Consiliului | Componența Consiliului | Componența Consiliului | Componența Consiliului | Componența Consiliului | Componența Consiliului | Componența Consiliului | Componența Consiliului | Componența Consiliului | Componența Consiliului |
|  | ------ | ---------- | ---------------------- | ---------------------- | ---------------------- | ---------------------- | ---------------------- | ---------------------- | ---------------------- | ---------------------- | ---------------------- | ---------------------- |
|  | PSD    | 10         |                        |                        |                        |                        |                        |                        |                        |                        |                        |                        |
|  | PUR    | 7          |                        |                        |                        |                        |                        |                        |                        |                        |                        |                        |
|  | PNL    | 5          |                        |                        |                        |                        |                        |                        |                        |                        |                        |                        |
|  | PD     | 3          |                        |                        |                        |                        |                        |                        |                        |                        |                        |                        |
|  | PRM    | 2          |                        |                        |                        |                        |                        |                        |                        |                        |                        |                        |

### Județul Iași
Consiliul Județean Iași
Presedintele ales al CJ Iasi este Lucian Flaișer (PSD).
Componența Consiliului Județean Iași (37 de consilieri) ales pe 6 iunie 2004:
|  | Partid | Consilieri | Componența Consiliului | Componența Consiliului | Componența Consiliului | Componența Consiliului | Componența Consiliului | Componența Consiliului | Componența Consiliului | Componența Consiliului | Componența Consiliului | Componența Consiliului | Componența Consiliului | Componența Consiliului | Componența Consiliului | Componența Consiliului | Componența Consiliului | Componența Consiliului | Componența Consiliului |
|  | ------ | ---------- | ---------------------- | ---------------------- | ---------------------- | ---------------------- | ---------------------- | ---------------------- | ---------------------- | ---------------------- | ---------------------- | ---------------------- | ---------------------- | ---------------------- | ---------------------- | ---------------------- | ---------------------- | ---------------------- | ---------------------- |
|  | PSD    | 17         |                        |                        |                        |                        |                        |                        |                        |                        |                        |                        |                        |                        |                        |                        |                        |                        |                        |
|  | PNL    | 9          |                        |                        |                        |                        |                        |                        |                        |                        |                        |                        |                        |                        |                        |                        |                        |                        |                        |
|  | PD     | 6          |                        |                        |                        |                        |                        |                        |                        |                        |                        |                        |                        |                        |                        |                        |                        |                        |                        |
|  | PRM    | 3          |                        |                        |                        |                        |                        |                        |                        |                        |                        |                        |                        |                        |                        |                        |                        |                        |                        |
|  | PUR    | 2          |                        |                        |                        |                        |                        |                        |                        |                        |                        |                        |                        |                        |                        |                        |                        |                        |                        |

#### Municipiul Iași
Gheorghe Nichita (PSD) câștigă mandatul de primar al municipiului Iași după al doilea tur de scrutin.
| Candidați la Primăria Iași | Candidați la Primăria Iași | Candidați la Primăria Iași | Candidați la Primăria Iași | Candidați la Primăria Iași | Candidați la Primăria Iași |
| Partid                     | Candidat                   | Nr.voturi                  | %                          | Tur doi                    | %                          |
| -------------------------- | -------------------------- | -------------------------- | -------------------------- | -------------------------- | -------------------------- |
| Partidul Social Democrat   | Gheorghe Nichita           | 58.955                     | 47.72%                     | 66.497                     | 59.28%                     |
| Partidul Democrat          | Dan Carlan                 | 23.020                     | 18.63%                     | 45.669                     | 40.71%                     |
| Partidul Național Liberal  | Relu Fenechiu              | 20.335                     | 16.46%                     |                            |                            |

Consiliul Local Iași
Consiliul local al municipiului Iași este compus din 27 de consilieri, împărțiți astfel:
|  | Partid | Locuri | Componența Consiliului | Componența Consiliului | Componența Consiliului | Componența Consiliului | Componența Consiliului | Componența Consiliului | Componența Consiliului | Componența Consiliului | Componența Consiliului | Componența Consiliului | Componența Consiliului | Componența Consiliului |
|  | ------ | ------ | ---------------------- | ---------------------- | ---------------------- | ---------------------- | ---------------------- | ---------------------- | ---------------------- | ---------------------- | ---------------------- | ---------------------- | ---------------------- | ---------------------- |
|  | PSD    | 12     |                        |                        |                        |                        |                        |                        |                        |                        |                        |                        |                        |                        |
|  | PNL    | 6      |                        |                        |                        |                        |                        |                        |                        |                        |                        |                        |                        |                        |
|  | PD     | 5      |                        |                        |                        |                        |                        |                        |                        |                        |                        |                        |                        |                        |
|  | PRM    | 2      |                        |                        |                        |                        |                        |                        |                        |                        |                        |                        |                        |                        |
|  | PUR    | 2      |                        |                        |                        |                        |                        |                        |                        |                        |                        |                        |                        |                        |

### Județul Prahova
Florin Anghel (PUR/PNL) este ales Președinte al Consiliului Județean Prahova.
Consiliul Județean Prahova
Componența Consiliului Județean Prahova (37 de consilieri):
|  | Partid | Consilieri | Componența Consiliului | Componența Consiliului | Componența Consiliului | Componența Consiliului | Componența Consiliului | Componența Consiliului | Componența Consiliului | Componența Consiliului | Componența Consiliului | Componența Consiliului | Componența Consiliului | Componența Consiliului | Componența Consiliului |
|  | ------ | ---------- | ---------------------- | ---------------------- | ---------------------- | ---------------------- | ---------------------- | ---------------------- | ---------------------- | ---------------------- | ---------------------- | ---------------------- | ---------------------- | ---------------------- | ---------------------- |
|  | PSD    | 13         |                        |                        |                        |                        |                        |                        |                        |                        |                        |                        |                        |                        |                        |
|  | PNL    | 10         |                        |                        |                        |                        |                        |                        |                        |                        |                        |                        |                        |                        |                        |
|  | PD     | 6          |                        |                        |                        |                        |                        |                        |                        |                        |                        |                        |                        |                        |                        |
|  | PUR    | 4          |                        |                        |                        |                        |                        |                        |                        |                        |                        |                        |                        |                        |                        |
|  | PRM    | 4          |                        |                        |                        |                        |                        |                        |                        |                        |                        |                        |                        |                        |                        |

#### Municipiul Ploiești
Emil Calota (PSD) câștigă mandatul de primar al municipiului după al doilea tur de scrutin.
| Candidați la Primăria Ploiești | Candidați la Primăria Ploiești | Candidați la Primăria Ploiești | Candidați la Primăria Ploiești | Candidați la Primăria Ploiești | Candidați la Primăria Ploiești |
| Partid                         | Candidat                       | Nr.voturi                      | %                              | Tur doi                        | %                              |
| ------------------------------ | ------------------------------ | ------------------------------ | ------------------------------ | ------------------------------ | ------------------------------ |
| Partidul Social Democrat       | Emil Calota                    | 43.751                         | 47.10                          | 47.622                         | 53.60                          |
| Partidul Național Liberal      | Horia-Victor Toma              | 27.384                         | 29.48                          | 41.209                         | 46.39                          |
| Partidul Democrat              | Paula Ivanescu                 | 5.917                          | 6.36                           |                                |                                |

Consiliul Local Ploiești
Componența Consiliului Local Ploiești (27 de consilieri):
|  | Partid | Consilieri | Componența Consiliului | Componența Consiliului | Componența Consiliului | Componența Consiliului | Componența Consiliului | Componența Consiliului | Componența Consiliului | Componența Consiliului | Componența Consiliului | Componența Consiliului |
|  | ------ | ---------- | ---------------------- | ---------------------- | ---------------------- | ---------------------- | ---------------------- | ---------------------- | ---------------------- | ---------------------- | ---------------------- | ---------------------- |
|  | PSD    | 10         |                        |                        |                        |                        |                        |                        |                        |                        |                        |                        |
|  | PNL    | 9          |                        |                        |                        |                        |                        |                        |                        |                        |                        |                        |
|  | PD     | 3          |                        |                        |                        |                        |                        |                        |                        |                        |                        |                        |
|  | PRM    | 3          |                        |                        |                        |                        |                        |                        |                        |                        |                        |                        |
|  | PUR    | 2          |                        |                        |                        |                        |                        |                        |                        |                        |                        |                        |

### Județul Suceava
Președintele Consiliului Județean ales este Gavril Mârza (PSD).
Consiliul Județean Suceava
Componența Consiliului Județean Suceava (37 de consilieri) ales pe 1 iunie:
|  | Partid | Consilieri | Componența Consiliului | Componența Consiliului | Componența Consiliului | Componența Consiliului | Componența Consiliului | Componența Consiliului | Componența Consiliului | Componența Consiliului | Componența Consiliului | Componența Consiliului | Componența Consiliului | Componența Consiliului | Componența Consiliului | Componența Consiliului | Componența Consiliului | Componența Consiliului | Componența Consiliului |
|  | ------ | ---------- | ---------------------- | ---------------------- | ---------------------- | ---------------------- | ---------------------- | ---------------------- | ---------------------- | ---------------------- | ---------------------- | ---------------------- | ---------------------- | ---------------------- | ---------------------- | ---------------------- | ---------------------- | ---------------------- | ---------------------- |
|  | PSD    | 17         |                        |                        |                        |                        |                        |                        |                        |                        |                        |                        |                        |                        |                        |                        |                        |                        |                        |
|  | PNL    | 10         |                        |                        |                        |                        |                        |                        |                        |                        |                        |                        |                        |                        |                        |                        |                        |                        |                        |
|  | PD     | 4          |                        |                        |                        |                        |                        |                        |                        |                        |                        |                        |                        |                        |                        |                        |                        |                        |                        |
|  | PRM    | 3          |                        |                        |                        |                        |                        |                        |                        |                        |                        |                        |                        |                        |                        |                        |                        |                        |                        |
|  | PUR    | 3          |                        |                        |                        |                        |                        |                        |                        |                        |                        |                        |                        |                        |                        |                        |                        |                        |                        |

#### Municipiul Suceava
Ion Lungu (PNL) a câștigat mandatul de primar al municipiului după al doilea tur de scrutin.
| Candidați la Primăria Suceava | Candidați la Primăria Suceava | Candidați la Primăria Suceava | Candidați la Primăria Suceava | Candidați la Primăria Suceava | Candidați la Primăria Suceava |
| Partid                        | Candidat                      | Nr.voturi                     | %                             | Tur doi                       | %                             |
| ----------------------------- | ----------------------------- | ----------------------------- | ----------------------------- | ----------------------------- | ----------------------------- |
| Partidul Național Liberal     | Ion Lungu                     | 14.339                        | 33.48%                        | 22.559                        | 55.57%                        |
| Partidul Social Democrat      | Marian Ionescu                | 13.426                        | 31.35%                        | 18.033                        | 44.42%                        |
| Partidul Umanist Român        | Ștefan Alexandru Băișanu      | 5.383                         | 12.56%                        |                               |                               |

Consiliul Local Suceava
Componența Consiliului Local Suceava (23 de consilieri) ales pe 1 iunie:
|  | Partid | Consilieri | Componența Consiliului | Componența Consiliului | Componența Consiliului | Componența Consiliului | Componența Consiliului | Componența Consiliului | Componența Consiliului | Componența Consiliului |
|  | ------ | ---------- | ---------------------- | ---------------------- | ---------------------- | ---------------------- | ---------------------- | ---------------------- | ---------------------- | ---------------------- |
|  | PNL    | 8          |                        |                        |                        |                        |                        |                        |                        |                        |
|  | PSD    | 8          |                        |                        |                        |                        |                        |                        |                        |                        |
|  | PUR    | 3          |                        |                        |                        |                        |                        |                        |                        |                        |
|  | PD     | 2          |                        |                        |                        |                        |                        |                        |                        |                        |
|  | PRM    | 2          |                        |                        |                        |                        |                        |                        |                        |                        |

### Județul Timiș
Constantin Ostaficiuc (PD) este ales Președinte al Consiliului Județean Timiș.
Consiliul Județean Timiș
Componența Consiliului Județean Timiș (37 de consilieri)
|  | Partid | Consilieri | Componența Consiliului | Componența Consiliului | Componența Consiliului | Componența Consiliului | Componența Consiliului | Componența Consiliului | Componența Consiliului | Componența Consiliului | Componența Consiliului | Componența Consiliului | Componența Consiliului | Componența Consiliului |
|  | ------ | ---------- | ---------------------- | ---------------------- | ---------------------- | ---------------------- | ---------------------- | ---------------------- | ---------------------- | ---------------------- | ---------------------- | ---------------------- | ---------------------- | ---------------------- |
|  | PSD    | 12         |                        |                        |                        |                        |                        |                        |                        |                        |                        |                        |                        |                        |
|  | PD     | 8          |                        |                        |                        |                        |                        |                        |                        |                        |                        |                        |                        |                        |
|  | PNL    | 8          |                        |                        |                        |                        |                        |                        |                        |                        |                        |                        |                        |                        |
|  | PNTCD  | 6          |                        |                        |                        |                        |                        |                        |                        |                        |                        |                        |                        |                        |
|  | PRM    | 3          |                        |                        |                        |                        |                        |                        |                        |                        |                        |                        |                        |                        |

#### Municipiul Timișoara
Gheorghe Ciuhandu (PNȚCD) câștigă un nou mandat de primar din primul tur de scrutin.
| Candidați la Primăria Timișoara             | Candidați la Primăria Timișoara | Candidați la Primăria Timișoara | Candidați la Primăria Timișoara |
| Partid                                      | Candidat                        | Nr.voturi                       | %                               |
| ------------------------------------------- | ------------------------------- | ------------------------------- | ------------------------------- |
| Partidul Național Țărănesc Creștin Democrat | Gheorghe Ciuhandu               | 66849                           | 59.02                           |
| Partidul Social Democrat                    | Horia Ciocarlie                 | 19120                           | 16.88                           |
| Partidul Democrat                           | Dorel Borza                     | 7439                            | 6.56                            |

Consiliul Local Timișoara
Componența Consiliului Local Timișoara (27 de consilieri):
|  | Partid | Consilieri | Componența Consiliului | Componența Consiliului | Componența Consiliului | Componența Consiliului | Componența Consiliului | Componența Consiliului | Componența Consiliului | Componența Consiliului | Componența Consiliului |
|  | ------ | ---------- | ---------------------- | ---------------------- | ---------------------- | ---------------------- | ---------------------- | ---------------------- | ---------------------- | ---------------------- | ---------------------- |
|  | PNTCD  | 9          |                        |                        |                        |                        |                        |                        |                        |                        |                        |
|  | PSD    | 6          |                        |                        |                        |                        |                        |                        |                        |                        |                        |
|  | PD     | 5          |                        |                        |                        |                        |                        |                        |                        |                        |                        |
|  | PNL    | 5          |                        |                        |                        |                        |                        |                        |                        |                        |                        |
|  | PRM    | 2          |                        |                        |                        |                        |                        |                        |                        |                        |                        |

### Municipiul București
Primarul general al Municipiul București este Traian Basescu din primul tur.
| Alianța Dreptate și Adevăr | Traian Basescu   | 417.153 | 54,94% |
| Partidul Social Democrat   | Mircea Geoana    | 225.774 | 29.74% |
| Partidul România Mare      | Dumitru Dragomir | 56.776  | 7.47%  |

Consiliul General al Municipiului București 

Componența Consiliului General al Municipiului București este de 55 de consilieri:
|  | Partid | Consilieri | Componența Consiliului | Componența Consiliului | Componența Consiliului | Componența Consiliului | Componența Consiliului | Componența Consiliului | Componența Consiliului | Componența Consiliului | Componența Consiliului | Componența Consiliului | Componența Consiliului | Componența Consiliului | Componența Consiliului | Componența Consiliului | Componența Consiliului | Componența Consiliului | Componența Consiliului | Componența Consiliului | Componența Consiliului | Componența Consiliului | Componența Consiliului | Componența Consiliului | Componența Consiliului | Componența Consiliului | Componența Consiliului | Componența Consiliului | Componența Consiliului | Componența Consiliului | Componența Consiliului | Componența Consiliului | Componența Consiliului | Componența Consiliului |
|  | ------ | ---------- | ---------------------- | ---------------------- | ---------------------- | ---------------------- | ---------------------- | ---------------------- | ---------------------- | ---------------------- | ---------------------- | ---------------------- | ---------------------- | ---------------------- | ---------------------- | ---------------------- | ---------------------- | ---------------------- | ---------------------- | ---------------------- | ---------------------- | ---------------------- | ---------------------- | ---------------------- | ---------------------- | ---------------------- | ---------------------- | ---------------------- | ---------------------- | ---------------------- | ---------------------- | ---------------------- | ---------------------- | ---------------------- |
|  | D.A.   | 32         |                        |                        |                        |                        |                        |                        |                        |                        |                        |                        |                        |                        |                        |                        |                        |                        |                        |                        |                        |                        |                        |                        |                        |                        |                        |                        |                        |                        |                        |                        |                        |                        |
|  | PSD    | 19         |                        |                        |                        |                        |                        |                        |                        |                        |                        |                        |                        |                        |                        |                        |                        |                        |                        |                        |                        |                        |                        |                        |                        |                        |                        |                        |                        |                        |                        |                        |                        |                        |
|  | PRM    | 4          |                        |                        |                        |                        |                        |                        |                        |                        |                        |                        |                        |                        |                        |                        |                        |                        |                        |                        |                        |                        |                        |                        |                        |                        |                        |                        |                        |                        |                        |                        |                        |                        |